# Lydia Beachy
Lydia Miller Beachy (1863–1925) foi uma quilter americana. O seu trabalho encontra-se incluído nas colecções do Museu Smithsoniano de Arte Americana e do Illinois State Museum.